# Puig Rodó (Cruïlles, Monells i Sant Sadurní de l'Heura)
El Puig Rodó és una muntanya de 501 metres que es troba al municipi de Cruïlles, Monells i Sant Sadurní de l'Heura, a la comarca catalana del Baix Empordà.